# LH54-425
LH54-425是由位於大麥哲倫星系中的一對巨大的藍色恆星組成的聯星。主星（光譜類型O3）是目前宇宙中溫度最高的恆星之一，伴星是光譜類型O6的O型主序星。這兩顆恆星預計在未來數百萬年內會成為超巨星，並以超新星結束生命。